# دون غافني
دون غافني هو محامي وسياسي أمريكي، ولد في 1 فبراير 1954 في جاكسونفيل في الولايات المتحدة. نشط حزبياً في الحزب الديمقراطي. وقد انتخب عضو مجلس نواب فلوريدا ‏.